# Élections générales britanniques de 1835
Les élections générales britanniques de 1835 se sont déroulées du 6 janvier au 6 février 1835. Ces élections sont remportées par le Parti whig.

## Résultats
| Parti | Parti              | Candidats | Candidats | Candidats     | Candidats | Votes   | Votes  | Votes         |
| Parti | Parti              | Présentés | Élus      | +/-           | %         | Nombre  | %      | +/-           |
| ----- | ------------------ | --------- | --------- | ------------- | --------- | ------- | ------ | ------------- |
|       | Parti whig         | 538       | 385       | 56            | 55,2      | 349 868 | 57,25  | 9,7           |
|       | Parti conservateur | 407       | 273       | 98            | 40,8      | 261 269 | 42,75  | 13,6          |
| Total | Total              | 945       | 658       | en stagnation | 100,0     | 611 137 | 100,00 | en stagnation |